# Chris Bruno
Chris Bruno est un acteur américain né le 15 mars 1966 à New Haven dans le Connecticut.

## Biographie
À l'université, il a joué au baseball, au ski et au tennis.
Il parle couramment le français.  
Il intègre l'équipe de la série Dead Zone dans le rôle du Shériff Walt Bannerman.
Il est le frère de l'acteur Dylan Bruno connu pour son rôle de l’agent Colby Granger dans la série Numb3rs

## Filmographie
- 2002 - 2007 : Dead Zone : Shérif Walter « Walt » Bannerman
- 2007 : Les Experts (C.S.I Miami) saison 5 Épisode 22 : Amour enflammé
- 2008 : Urgences : Richie
- 2009 : Prison Break : Agent Tood Wheatley
- 2010 : NCIS : Enquêtes spéciales : Capitaine James Powell
- 2013 : NCIS : Los Angeles (Saison 4 Épisode 20) : Dominic Fryman
- 2014 : The Fosters :  Adam Stevens, le père de Connor
- 2014 : Un bébé en héritage (Sorority Surrogate) (TV) : Charlie Harding
- 2015 : A Remarkable Life : Lenny Babbitt